# Sonic's Schoolhouse
Sonic's Schoolhouse  (укр. «Школа Соніка») — навчальна відеогра серії Sonic the Hedgehog, створена для персональних комп'ютерів з підтримкою операційних систем Microsoft Windows. Розроблено Orion Interactive і видано Sega 18 жовтня 1996 року.
Гра ділиться на три режими, і пов'язані вони з такими шкільними дисциплінами, як математика, читання та правопис. За правильні відповіді можна відкрити додаткові мініігри або вирушити на екскурсію. Допомагатиме гравцю талісман компанії Sega їжак Сонік.
Sonic's Schoolhouse створювалася для Windows і була випущена лише у Північній Америці. Гра одержала неоднозначні відгуки від критиків. З переваг проєкту оглядачі називали ігровий процес, але спрощена графіка і невелика кількість мініігор змушували рецензентів знижувати оцінку грі.

## Ігровий процес

Учні подорожують штатом Небраска на шкільному автобусі. Водієм автобуса є їжак Сонік, який виступає у грі як помічник

Sonic's Schoolhouse ділиться на три режими, пов'язані з математикою, читанням та правописом. У першому режимі гравцеві треба вибрати правильну відповідь із кількох запропонованих комп'ютером варіантів. У читанні потрібно вибрати картинку та відповідний за змістом текст. Для перевірки правопису слід правильно написати слова; інакше гра починається заново. За десять правильних відповідей гравець отримує золоті кільця, потрібні для відкриття мініігор та проведення екскурсій по всьому світу на шкільному автобусі.
Протягом усієї гри в ролі помічника виступає їжак Сонік. Сам головний герой не грабельний, і замість нього керувати гравцю доведеться кількома тваринами, такими як бегемот, бик та інші. Тут також присутній і доктор Роботнік, який, разом зі своїми роботами-бадниками (англ. Badnik), періодично заважає гравцю, намагаючись вкрасти відповідь чи золоті кільця. Інформацію про «учнів» можна отримати, проходячи гру або вгадуючи, хто зображений на статуї.

## Розробка та випуск гри
Sonic's Schoolhouse була створена нині закритою компанією Orion Interactive під керівництвом дизайнера Брюса Остіна. Розробники вирішили створити свій проєкт за участю Соніка у жанрі освітньої гри. Рушієм для гри став модифікований рушій шутера Wolfenstein 3D, вихідний код якого з 1995 став поширюватися по вільній ліцензії. Спрайт Соніка були запозичені з пізніше скасованої Sonic X-treme. У цій грі головний герой був озвучений, і «говорить» він голосом актриси Мег Інгліми. Крім Соніка, в Sonic's Schoolhouse присутній доктор Роботнік.
Гра вийшла лише у Північній Америці на персональних комп'ютерах з операційною системою Microsoft Windows 18 жовтня 1996 року. Пізніше Sonic's Schoolhouse було включено до складу збірки Sega Family Fun Pak, а в 1999 році окремо перевидана компанією Expert Software.

## Оцінки та відгуки
| Видання | Оцінка |
| ------- | ------ |
| AllGame | [ 3 ]  |

Sonic's Schoolhouse одержала змішані відгуки від преси. В основному гру критикували за неякісну графіку та малу кількість ігор, але похвалили незвичайний для серії ігровий процес.
Оглядач португальського сайту Power Sonic оцінив гру в 7,5 балів з 10. З переваг рецензент відзначав насамперед ігровий процес та навчальні мініігри, а до недоліків він відніс спрощену графіку. Проте критик назвав Sonic's Schoolhouse корисним доповненням для дітей початкових класів, а гру можна проходити як удома, так і у школі.
Проте деякі оглядачі оцінили гру менш позитивно. Представник сайту AllGame оцінив Sonic's Schoolhouse на 2,5 зірки з 5 можливих. Рецензент із Hardcore Gaming 101 назвав проєкт неякісним, а реліз — цинічною витівкою Sega, оскільки та в проміжку часу між періодами Genesis та Dreamcast не знала, що потрібно робити з талісманом компанії. «Якщо вам пощастило мати дитину, яка має незрозуміле бажання пізнати орфографію та математику, краще замість їжачих мультфільмів купіть йому портативну [гру] Leapfrog», — заявив критик наприкінці свого огляду.